# Station Geldermalsen
Station Geldermalsen is een Nederlands spoorwegstation aan de spoorlijn Utrecht - Boxtel en de Betuwelijn. Om een eenvoudige overstap tussen deze spoorlijnen mogelijk te maken is het station gebouwd als eilandstation, het gebouw staat op een eilandperron. Doordat het stationsgebouw in het midden van het spooremplacement staat, is het alleen te bereiken via een voetgangerstunnel. Tot medio augustus 2021 was er ook een voetgangersbrug aanwezig en tot 2011 ook een andere tunnel. Het eerste station in Geldermalsen werd geopend op 1 november 1868, het huidige gebouw stamt uit 1886. Het huidige stationsgebouw is ontworpen door Marinus Antoine van Wadenoyen.

## Treinen
Vanuit Geldermalsen vertrekken de volgende treinseries:
| Serie | Treinsoort        | Route                                                                                            | Bijzonderheden                                                                                           |
| ----- | ----------------- | ------------------------------------------------------------------------------------------------ | --- |
| 6000  | Sprinter (NS)     | Den Haag Centraal – Gouda – Utrecht Centraal – Geldermalsen – 's-Hertogenbosch                   | Rijdt alleen na 18:00 uur en van vrijdag t/m zondag.                                                     |
| 6700  | Sprinter (NS)     | Leiden Centraal – Alphen a/d Rijn – Woerden – Utrecht Centraal – Geldermalsen – Tiel             | Rijdt alleen na 18:00 uur en van vrijdag t/m zondag. Rijdt non-stop tussen Woerden en Utrecht Centraal.  |
| 16700 | Sprinter (NS)     | Utrecht Centraal – Geldermalsen – Tiel                                                           | Rijdt enkel eenmaal halverwege de dinsdag- en zondagavond en alleen richting Tiel.                       |
| 6900  | Sprinter (NS)     | Den Haag Centraal – Gouda – Utrecht Centraal – Geldermalsen – Tiel                               | Rijdt alleen van maandag t/m donderdag tot 18:00 uur.                                                    |
| 7200  | Stoptrein (Qbuzz) | Dordrecht – Gorinchem – Geldermalsen                                                             | Rijdt onder de formule van R-net.                                                                        |
| 8800  | Sprinter (NS)     | Leiden Centraal – Alphen a/d Rijn – Woerden – Utrecht Centraal – Geldermalsen – 's-Hertogenbosch | Rijdt alleen van maandag t/m donderdag tot 18:00 uur. Rijdt non-stop tussen Woerden en Utrecht Centraal. |

## Overig openbaar vervoer
Het station in Geldermalsen wordt bediend door diverse buslijnen van Arriva. De volgende buslijnen doen het station aan:
- Lijn 47 Geldermalsen - Meteren - Waardenburg - Haaften - Hellouw - Herwijnen - Vuren - Gorinchem
- Lijn 260 Geldermalsen - Deil - Enspijk - Beesd - Rumpt - Rhenoy -  Acquoy - Asperen - Leerdam
- Lijn 261 Geldermalsen - Meteren - Est
- Lijn 262 Geldermalsen - Buurmalsen - Tricht
- Lijn 543 Tiel - Geldermalsen
- Lijn 647 Enspijk - Deil - Geldermalsen - Meteren - Waardenburg - Haaften - Hellouw - Herwijnen -  Gorinchem

## Tijdelijke voetgangersbrug 2011
In februari 2011 werd op station Geldermalsen een nieuwe voetgangersbrug in gebruik genomen. Deze traverse verving de tunnel aan de oostzijde, die als sociaal onveilig getypeerd werd, en de oude, smalle brug aan de westzijde. De nieuwe brug, die zes miljoen euro kostte, is voorzien van liften zodat het station ook toegankelijk is voor mindervaliden. De eerder aanwezige voetgangerstunnel aan de oostzijde werd buiten gebruik gesteld en dichtgespoten met spuitbeton. Deze is dus niet meer toegankelijk en in 2020 gesloopt. De voetgangersbrug werd in 2021 alweer vervangen door een voetgangerstunnel. Het ontwerp van deze tunnel is van architect Hans van Heeswijk.

## PHS Geldermalsen
Staatssecretaris Sharon Dijksma en de gemeente Geldermalsen hebben op 17 februari 2016 hun handtekening gezet onder de aanpassingen die nodig zijn voor Programma Hoogfreqent Spoorvervoer (PHS) in Geldermalsen. De belangrijkste aanpassing is de inrichting van een eigen spoor voor de treinen van de MerwedeLingelijn. Op deze manier hoeven treinen van de MerwedeLingelijn het overige treinverkeer niet te kruisen.
De lange perrons langs de perronsporen 3 en 4 zijn ingekort. Daarnaast zijn er nieuwe perrons gerealiseerd langs de sporen 1, 6 en 7. Het perron langs spoor 7 zal gebruikt worden voor de MerwedeLingelijn. Ook wordt er een nieuwe tunnel onder het station gebouwd, ter vervanging van de loopbrug uit 2011. De loopbrug biedt onvoldoende capaciteit voor de voetgangersstromen tussen de onderlinge perrons.
Het project PHS Geldermalsen omvat het realiseren van een derde spoor op de nabij gelegen Lingebrug. In Tricht, ten noorden van het station, zijn twee overwegen gesloten. Ter vervanging hiervan worden er drie nieuwe onderdoorgangen onder het spoor door gerealiseerd. Een ter hoogte van de Lingedijk, een voetgangerstunnel ter hoogte van de Nieuwsteeg en een derde onderdoorgang voor de Hooglandscheweg om Tricht.
Vanwege klachten van omwonenden is besloten om in Geldermalsen een opstelgelegenheid te realiseren voor het materieel van de MerwedeLingelijn. Het nachtelijk opstellen van materieel in Dordrecht veroorzaakte namelijk geluidsoverlast voor omwonenden. De door het PHS vrijgekomen ruimte aan de westkant van het station zal worden benut om de nieuwe opstelsporen aan te leggen. Deze zijn met ingang van de nieuwe dienstregeling per 12 december 2021 in gebruik genomen.

## Afbeeldingen

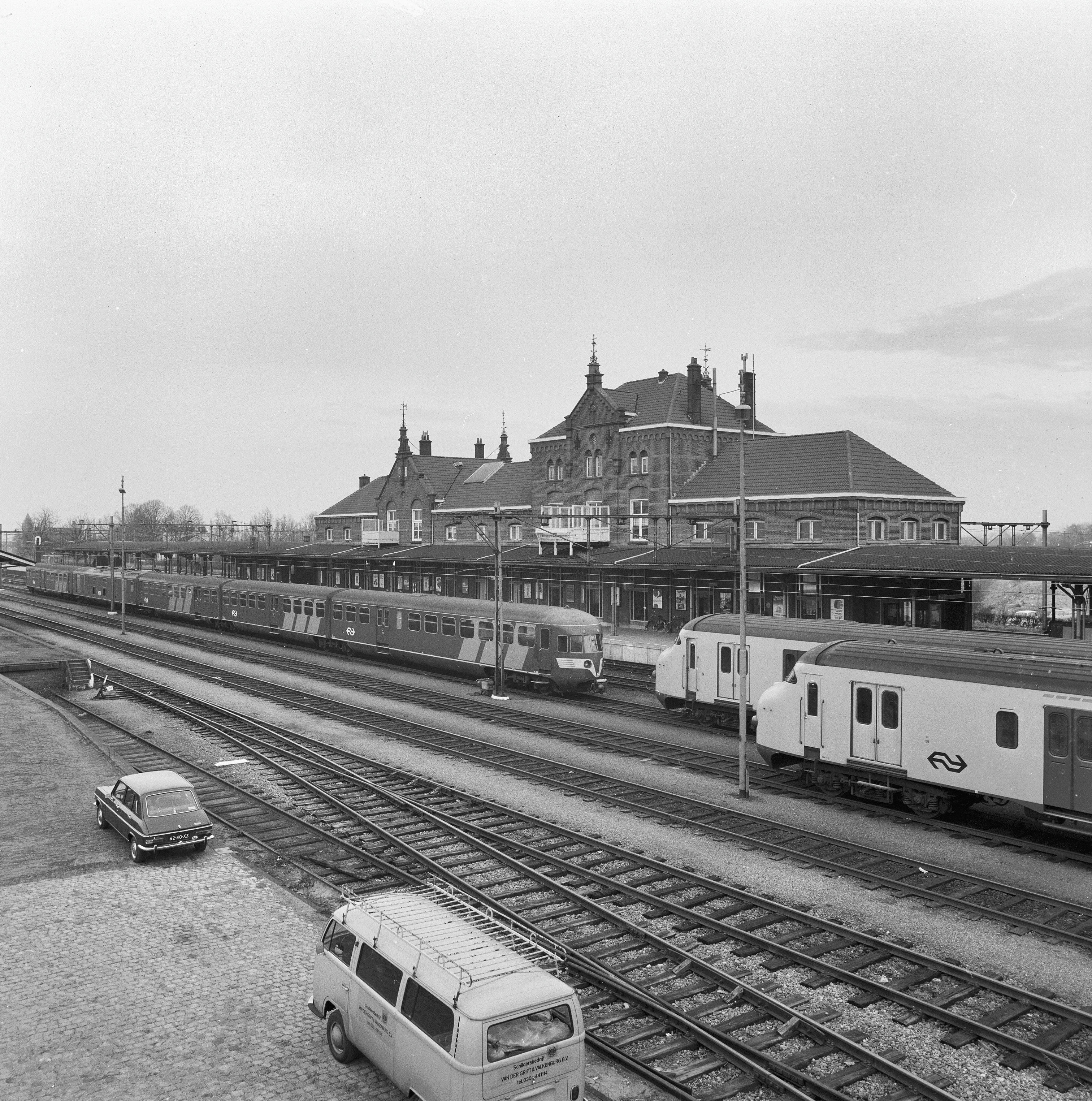
Station in 1967
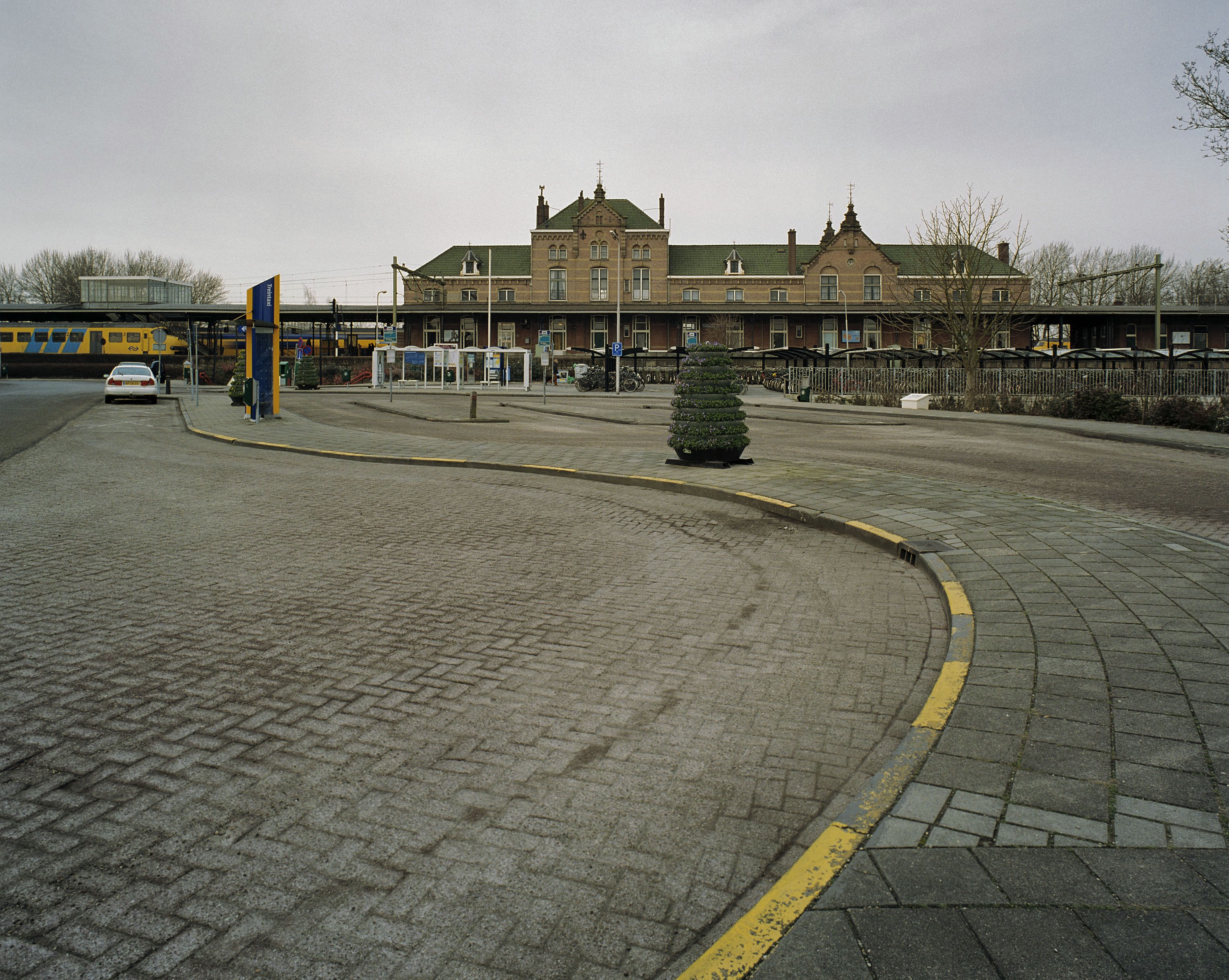
Het station in 2004
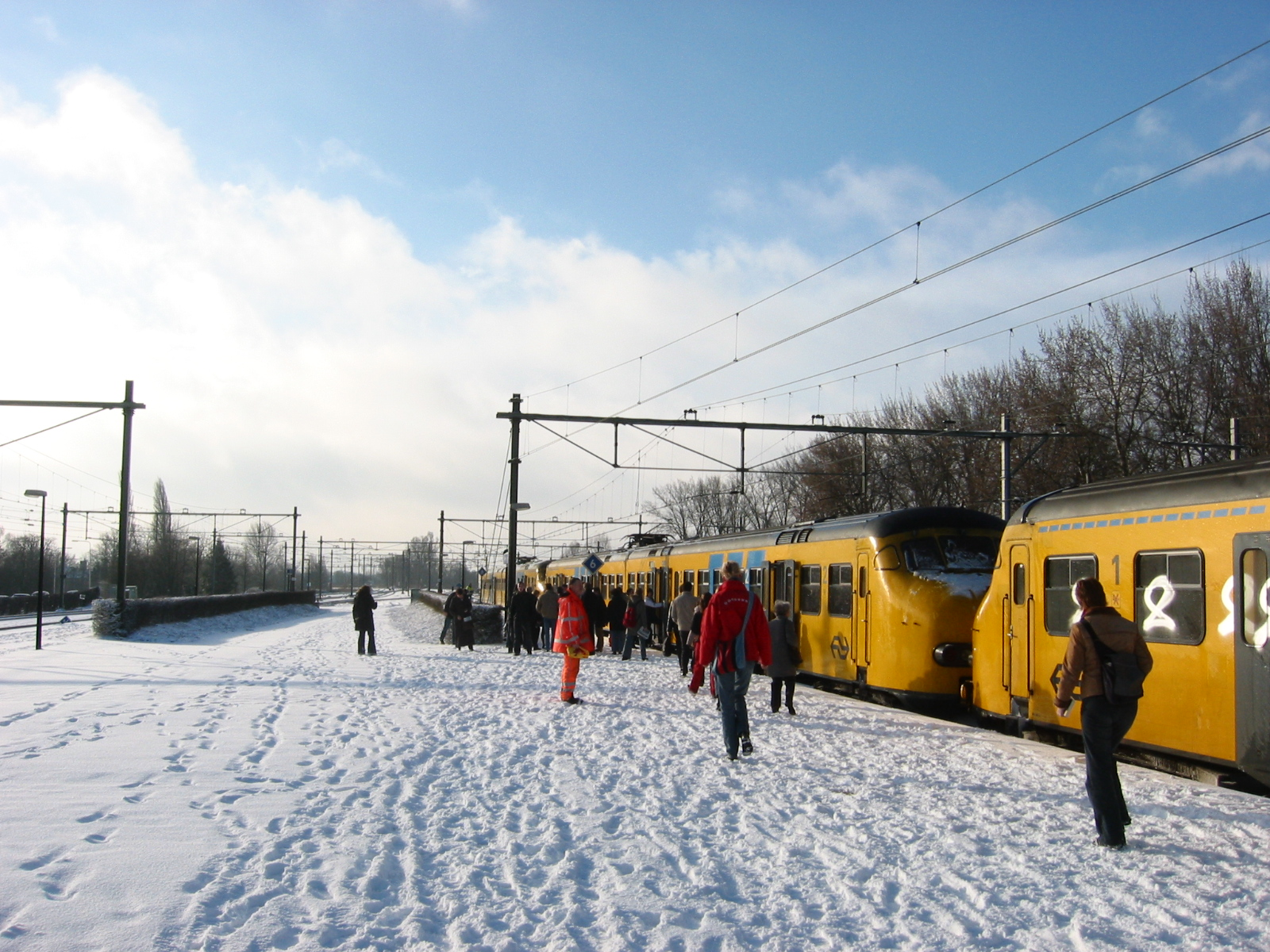
Sneeuw op het station (2004)
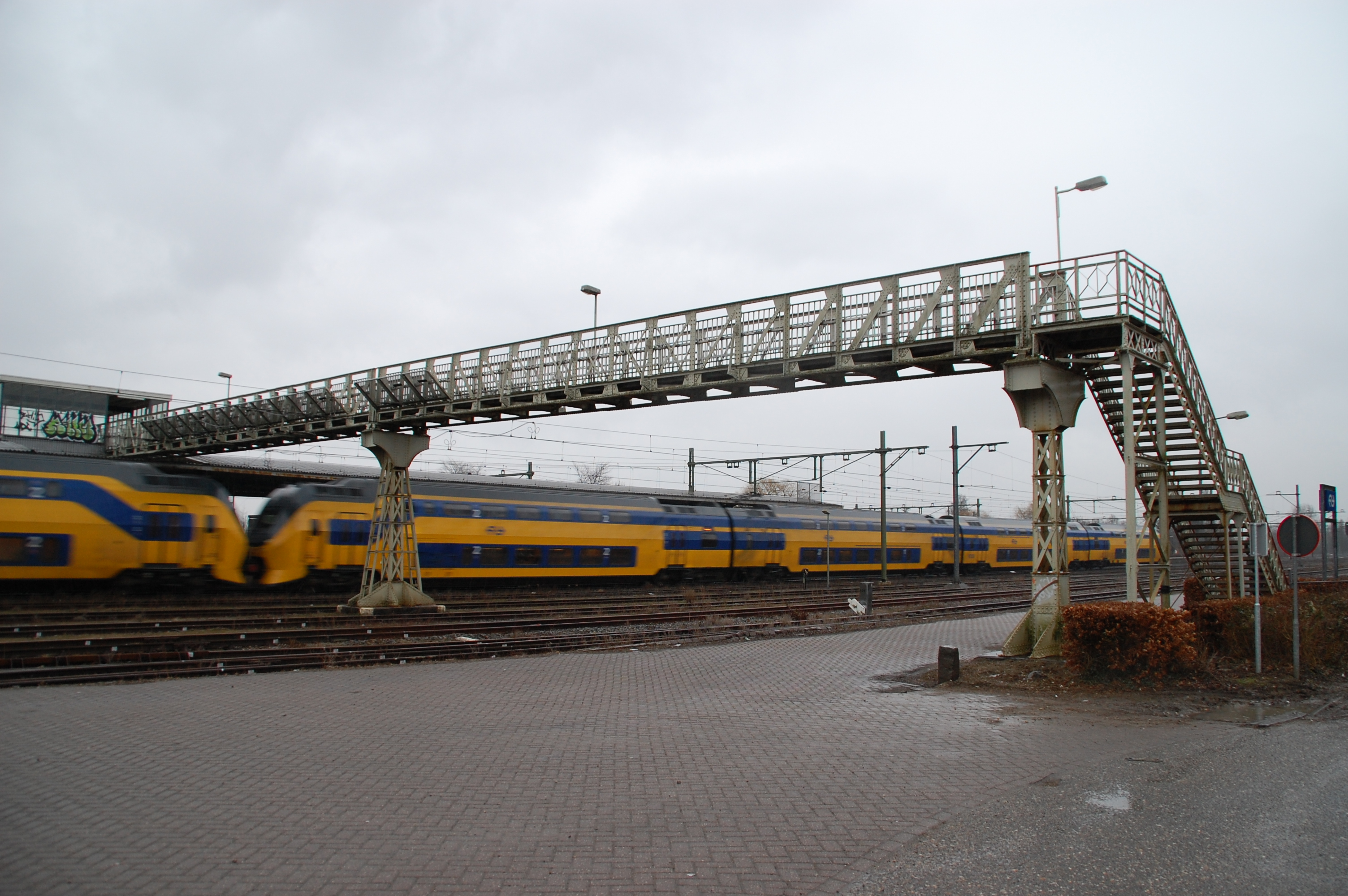
Voetgangersbrug
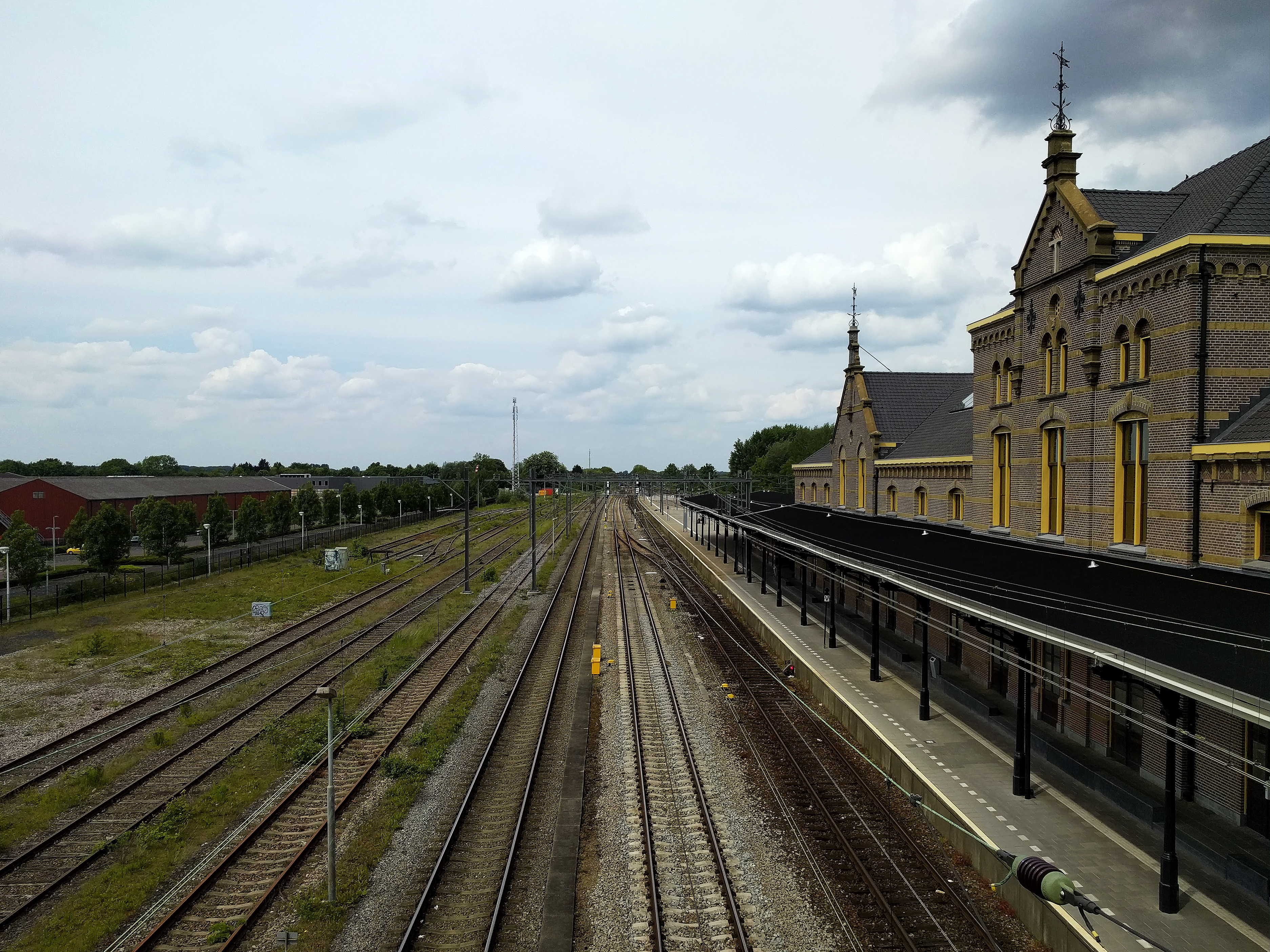
De sporen
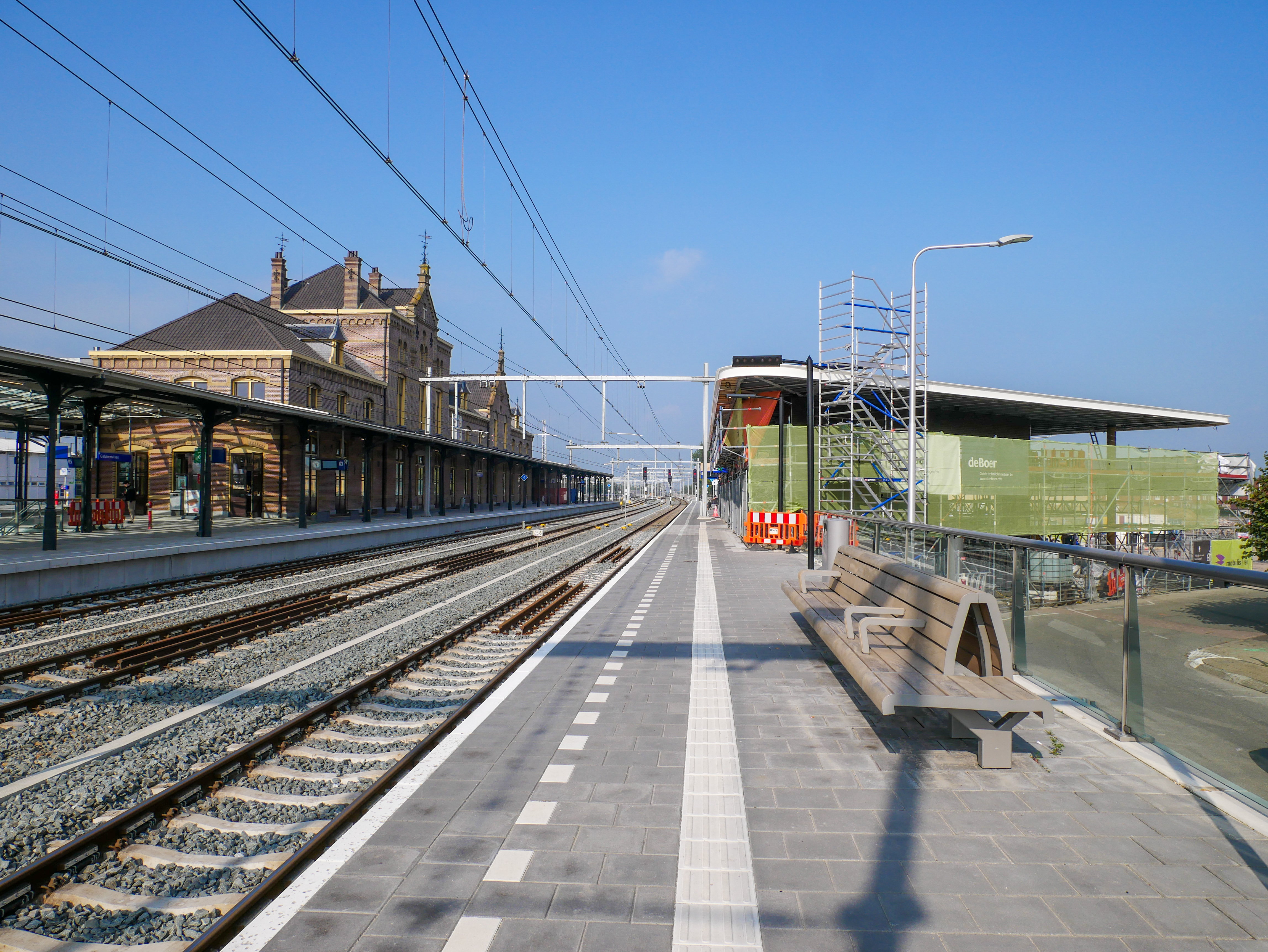
Het station in 2021
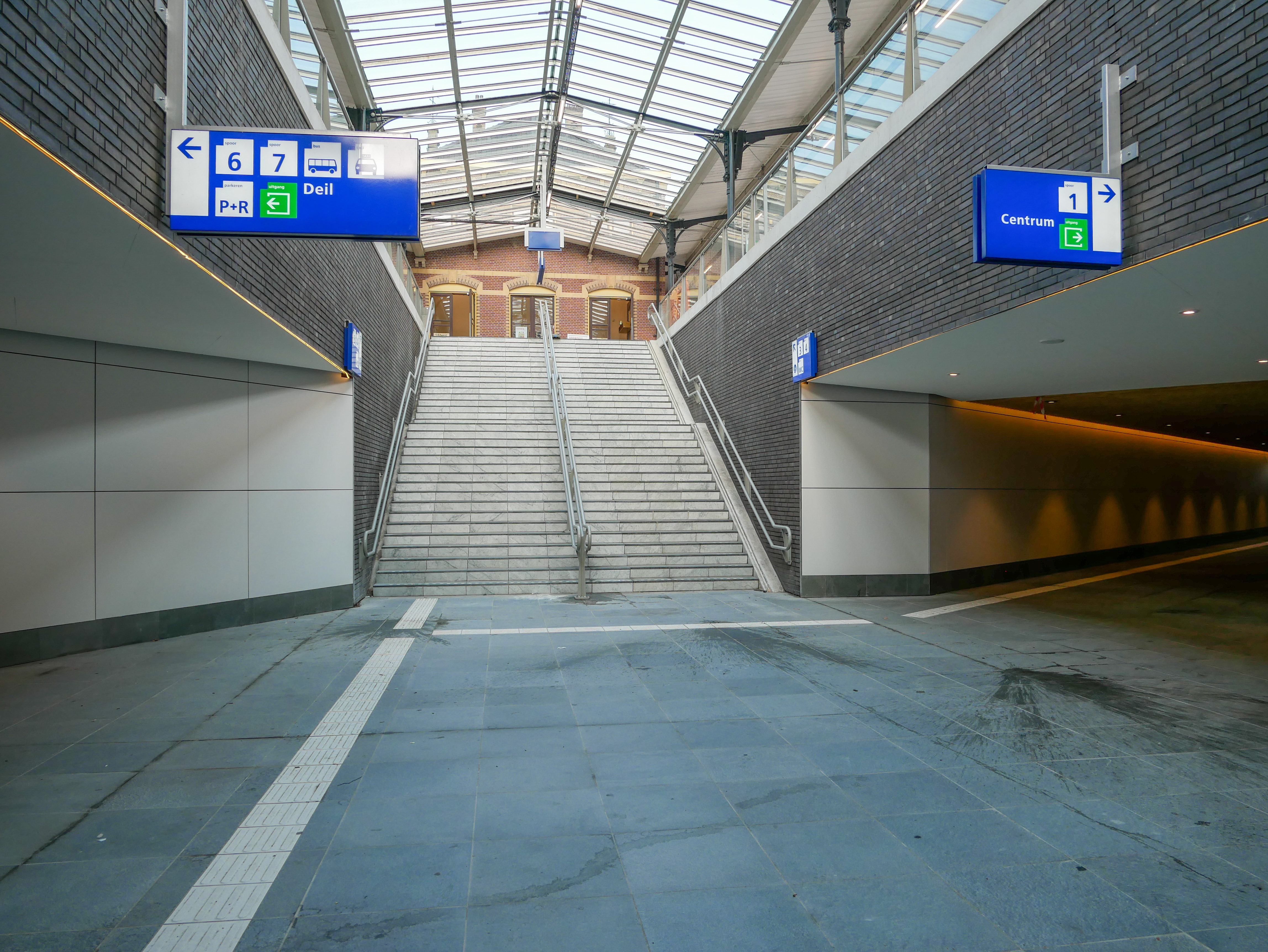
Tunnel onder de sporen
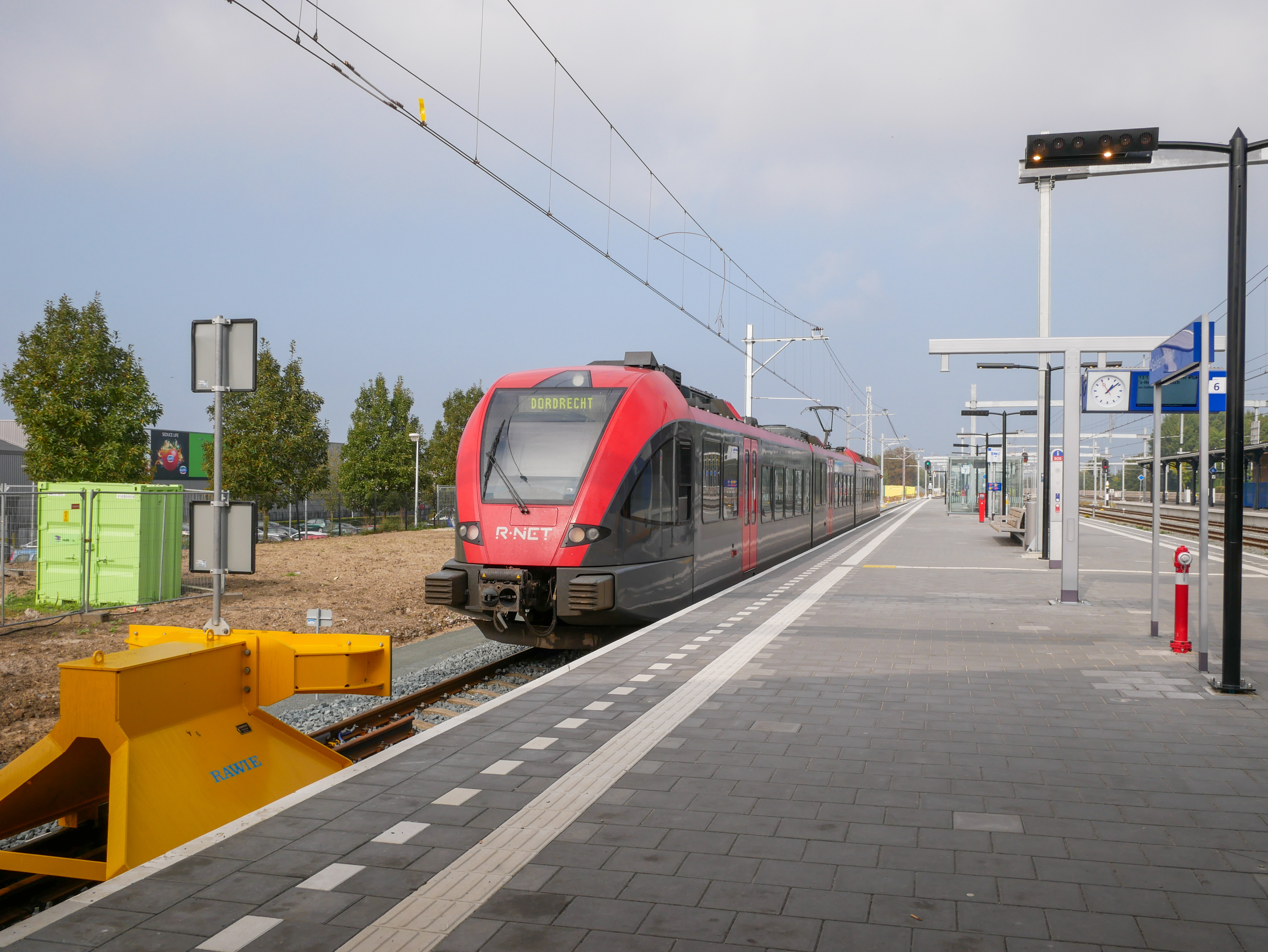
GTW van R-Net op het station

## Ontwikkeling aantal reizigers
Het aantal door NS vervoerde reizigers (per gemiddelde werkdag) ontwikkelde zich sedert 2019 als volgt:
| Jaar | Aantal reizigers |
| ---- | ---------------- |
| 2019 | 7.794            |
| 2020 | 3.605            |
| 2021 | 4.044            |
| 2022 | 5.997            |
| 2023 | 6.357            |
| 2024 | 6.228            |